# Lev z Comarre
Lev z Comarre nebo též Omamný květ z Comarre (anglicky „The Lion of Comarre“) je sci-fi novela britského spisovatele Arthura C. Clarka vydaná v roce 1949.
V angličtině vyšla mj. ve sbírce Tales from Planet Earth.
Krátké dílo klade otázku, zda může být dokonalá iluze generovaná dle nejtajnějších představ lidského mozku (telepaticky získaných) přijatelnější než skutečnost. Mimoto předkládá spekulaci o budoucnosti, kde roboti dosáhnou samostatného vědomí a inteligencí překonají člověka.
Arthur C. Clarke v novele předpojal dnešní mobilní telefony vybavené hudebním přehrávačem, hlavní postava příběhu Richard Peyton III. přehrávač využije během pochodu do Comarre, kde jej poté na dálku kontaktuje přítel Alan Henson II.

## Historie novely
Tuto novelu napsal A. C. Clarke v červnu 1945 a jeho první britský redaktor Walter Gillings ji hned přijal a zaplatil za ni. Neměl možnost ji použít a tak novela vyšla až v srpnu 1949 v Thrilling Wonder Stories.
Poté se objevila až v roce 1968 ve společném vydání s novelou / románem Proti pádu noci. Obě díla mají mnoho společného - v obou případech je protagonistou nespokojený mladý muž, jenž se cítí svazován ve svém okolí a vydává se na dobrodružnou cestu za odhalením vyšších met.
Novela byla napsána před rozbřeskem počítačového věku, autor umístil první myslící stroje do dvacátého pátého století.

## Obsah novely
Povídka je rozčleněna do 7 kapitol:
- 1. Vzpoura
- 2. Legenda o Comarre
- 3. Divoký lev
- 4. Znamení máku
- 5. Inženýr
- 6. Noční můra
- 7. Třetí renesance

## Postavy
- Richard Peyton III. - mladý muž s geniálním nadáním pro technické obory.
- Richard Peyton II. - otec Richarda Peytona III., architekt.
- Richard Peyton - otec Richarda Peytona II., člen Světové rady.
- Rolf Thordarsen - Peytonův předek, založil tajemné město Comarre.
- Alan Henson II. - přítel Richarda Peytona III.
- Inženýr - robot, strážce Comarre.

## Příběh
1. Vzpoura
Ve dvacátém šestém století věda stagnuje. Mnoho věcí a technologií bylo objeveno a převažuje pocit, že vše podstatné již slouží stabilizované společnosti. Tento názor podporuje zejména Světová rada, která dohlíží nad politickým děním světa a zajišťuje mír. Po vědcích a inženýrech přebírají žezlo umělci, filozofové a zákonodárci.
Tento názor však rozhodně nesdílí Richard Peyton III. („Dick“), jemuž jeho otec architekt vyčítá zájem o techniku. Snaží se jej přimět ke změně oboru, ale syn tvrdohlavě trvá na svém. Otec si pozval spojence - Richarda Peytona, prvního toho jména a významného člena Světové rady, aby synovi domluvil. Jakmile se to mladý Dick dozví, rozhodne se k útěku.
2. Legenda o Comarre
V pořadí třetí nositel jména Peyton cestuje do města Scientia, kde se schází se svým přítelem Alanem Hensonem II. Ten mu ukáže plastovou kartu s charakterovou analýzou Richardovy osobnosti. Je nápadně podobná geniálnímu vědci a přímému předkovi Peytonů - Rolfu Thordarsenovi, zakladateli robotického inženýrství a tajemného města Comarre.
Henson vypráví mladému Dickovi historii, kterou zná jen Světová rada a lidé ze Scientie.
Thordarsen věřil, že roboti jsou jen začátkem lepší civilizace. Domníval se, že se lidstvo dostane do slepé uličky. Přednesl Radě řadu návrhů, ale byl odmítnut. Thordarsen dokázal vidět dále do budoucna, zatímco Světová rada pod vlivem zajištění stability a míru lpí na statutu quo. Uchýlil se k Dekadentům a založil město Comarre. Jeho poloha je známa jen nemnoha lidem. Henson žádá Richarda, aby se vydal do Comarre a pokusil se o něm něco zjistit. Je to jedna z mála nadějí pro vytrhnutí civilizace z letargie.
Mezitím státník Richard Peyton sepisuje pro Světovou radu prohlášení o situaci ohledně svého vnuka. Je informován o jeho cílech a nabádá k opatrnosti. Ví, že Dick má hodně společného se svým slavným předkem Rolfem Thordarsenem a je schopen pokračovat v jeho díle.
3. Divoký lev
Comarre se nachází ve velké rezervaci v Africe. Dick přistane 30 km od sídla a zbývající cestu musí urazit pěšky. Je v dobré kondici a túra mu nečiní problémy, navíc je vybaven přenosným přehrávačem hudby, který mu chůzi zpříjemňuje. Během pochodu se k němu připojí přátelský inteligentně vypadající lev. Dick si jej pojmenuje Leo. Leo jej doprovází do chvíle, kdy se na obzoru něco zablýskne, v ten moment se lekne a uteče.
Záblesk způsobil projektor, jenž promítá do vzduchu velká ohnivá písmena:
POZOR!
BLÍŽÍTE SE
K ZAKÁZANÉMU ÚZEMÍ!
NEVSTUPUJTE!
Z rozkazu vládnoucí Světové rady
Dick na chvíli vyřadí projektor z provozu, aby jej lev znovu neaktivoval, když půjde kolem. Pískne na něj a pokračují společně v cestě, během níž spustí ještě dvě elektronická varování. Poslední je velmi strohé:
POZOR NA DIVOKÉ LVY
Záhadné město leží před nesourodou dvojicí. Na velké mýtině se rozkládá černá kovová stavba. Dick otevře lvu konzervu a sám se vydá dovnitř. Teleport jej přenese do velké kruhové místnosti. Tento zážitek nebyl pro mladého muže nejpříjemnější.
4. Znamení máku
Místo v něm nevzbuzuje velkou důvěru, mezi ním a staviteli města leží 5 století výzkumu. Je si však vědom svých schopností a myslí si, že se nesetká s ničím, co by nedokázal pochopit. Rozhodne se pro průzkum. Záhy jej dostihne jednoduchý robot, který má na starost uvítání nových návštěvníků. Peyton mu přikáže, aby jej doprovodil do obytné části. Chodby a haly jsou přepychově zařízeny. Dekadenti mistrně využili umění k psychologické impresi. Jejich díla Dicka fascinují, ale zároveň zneklidňují. Hlavními charakteristikami jsou únava a deziluze.
Dobrodruh se najednou cítí unaveně, přemáhá jej spánek. Podlehne a na jedné z čalouněných pohovek usíná. Zdá se mu živoucí sen, kdy si připadá jako v ráji.
Jeho přítel Henson čeká ve Scientii na vzkaz, který má zpoždění. Pojme podezření a rozhodne se Dickovi zavolat, i když jej od tohoto záměru odrazují jeho vědečtí kolegové, obávají se prozrazení hovoru. Akce má úspěch, mladý Peyton III. se probere a uvědomí si, že na tomto místě již nikdy nesmí usnout - příště by se nemusel probudit.
Stroje tohoto města dokáží pracovat s lidskými vzpomínkami a touhami, aby člověku vytvořili dokonalý snový svět, z něhož není úniku.
5. Inženýr
Dick nyní přikáže robotovi, aby jej odvedl k myšlenkovým projektorům, čemuž robot nerozumí. Peyton III. tedy využije své technické znalosti a robota paralyzuje. Očekává, že se dostaví robot údržbář a nemýlí se. Zavěsí se na něj a dostane se tak do místnosti s myšlenkovými analyzátory. Vyzkouší na sobě experiment s aplikací cizích představ a okamžitě získá dojem, že se dívá do jiného světa oknem mimozemšťana. Nyní už ví, proč se z Comarre nikdo nikdy nevrátil. Lidé zde leží pod myšlenkovými projektory s otupělými smysly a přijímají nekonečný tok zážitků a vjemů.
Rozhodne se vyřadit přístroje z provozu, aby mohl probudit spáče. Pomocí robota se mu podaří přilákat svého věrného společníka Lea dovnitř města. Když se natahuje po centrálním panelu, uchopí jej znenadání čtyři kovová ramena a znemožní mu dokončit pohyb. Ramena patří Inženýrovi - robotovi s vlastním vědomím a vůlí.
6. Noční můra
Inženýr dokáže číst myšlenky a má za úkol chránit město. Mladý Peyton III. představuje hrozbu pro Comarre. Nehodlá jej zabít, chce jej pouze donutit k odchodu, případně i použitím síly. Nic mu nebrání, aby sdělil Dickovi některé informace o historii Comarre, pro které si Peyton přišel. Dick si uvědomí, jak mimořádně vyspělou bytost má před sebou a co by znamenala asimilace jí podobných do lidské civilizace. Chce se dozvědět více o konstrukci robota, ale ten jej drží v šachu.
Z patové situace jej zachrání lev, když skočí na Inženýra a převrhne jej. Dick využije momentu a vyřadí z provozu robotovy lokomoční schopnosti. Ví, že zanedlouho se objeví na scéně druhý Inženýr (systém je pojištěn) a domluví s ochromeným robotem dohodu. Bude moci vzbudit spící lidi a potom odejde, aniž by způsobil další škody. Inženýr souhlasí a když se objeví jeho dvojče Inženýr II., odvede Peytona III. do chodby se stovkami dveří označených mákem. Peyton III. zažije trpké zklamání, poté co nechá probudit jednoho dlouho snícího muže, ten se brání a chce se vrátit zpět.
7. Třetí renesance
Stejně dopadne i pokus o aktivizaci muže, jenž je v umělém spánku pouze několik týdnů. Nemá zájem se vrátit do reality. Richard Peyton III. pochopí, že i v sebelepším světě se najdou lidé, kterým nebude takové prostředí vyhovovat a budou pociťovat deziluzi a smutek. Comarre těmto lidem poskytuje únik.
Zanechá tedy svých pokusů a Inženýr jej doprovodí do pracovny Rolfa Thordarsena, jenž usilovně pracoval až do své smrti. Potomek si nyní přišel pro plody výzkumu svého předka, aby dokončil jeho dílo. Robot otevře jednu ze zásuvek a vytáhne knihu, na níž stojí napsáno:
Rolf Thordarsen
POZNÁMKY O SUBELEKTRONICE
Započato: Den 2, měsíc 13, 2598
Thordarsen v knize apeluje na čtenáře, aby obsažené znalosti předal vědcům, kteří je rozumně využijí. Pro nadaného muže, jenž se ve své době nesetkal s pochopením, byla toto jediná možnost, jak předat vzkaz do budoucnosti, aby nezemřela naděje k dalšímu rozvoji.
Richard Peyton III. odchází v doprovodu Lea s pocitem uspokojení a prozpěvuje si starou písničku. Zanedlouho se svět změní, když jej zasáhne Třetí renesance.
| „                                  | Lidská mysl je jemná, chráněná věc, která nemá žádný přímý kontakt se světem a své znalosti a zkušenosti shromažďuje prostřednictvím tělesných smyslů. Bylo možné zaznamenávat myšlenky a city tak, jak se kdysi dávno zaznamenávaly zvuky na kilometry drátů. Když budou takové myšlenky promítnuty do jiného mozku, jehož tělo bude v bezvědomí a všechny smysly otupeny, bude si mozek myslet, že prožívá realitu. Neexistuje způsob, jakým by mohl celý ten klam prohlédnout … | “ |
| — Arthur C. Clarke - Lev z Comarre | |   |

## Česká vydání
Česky vyšla novela v následujících časopisech, sbírkách nebo antologiích:
Pod názvem Lev z Comarre:
- Ikarie 1996/02 - sci-fi časopis
- Zkazky z planety Země (Knižní klub 1996 a Baronet 1996, 2011 [2])

Pod názvem Omamný květ z Comarre:
- Omamný květ Comarre (SFK Slan Slaný, 1987)